# Filip Knutsson (Aspenäsätten)
Filip Knutsson var en svensk präst.

## Biografi
Filip Knutsson var son till drotsen Knut Jonsson (Aspenäsätten).
Knutsson utsågs till kanik i Uppsala, utnämndes 8 januari 1328 av påven Johannes XXII med expektans på prebende, trots att han redan hade ett kanonikat och prebende i Linköping.
I Svenskt Diplomatariums huvudkartotek över medeltidsbreven finns ett dokument från Avignon i november 1338 om "tillsättningen av ett efter kaniken Filip Knutsson ledigt kanonikat, vilket båda kanikerna Thomas och Matheus påstår sig med rätta innehava". Striden gällde dock i verkligheten ett kanonikat som tidigare tillhört Ulf Holgersson.
Knutsson dog troligen före 28 november 1335.